# 476 (číslo)
Čtyři sta sedmdesát šest je přirozené číslo. Následuje po číslu čtyři sta sedmdesát pět a předchází číslu čtyři sta sedmdesát sedm. Římskými číslicemi se zapisuje CDLXXVI a řeckými číslicemi υος.

## Matematika
476 je:
- Abundantní číslo
- Složené číslo
- Nešťastné číslo
- Sudé číslo

## Astronomie
- (476) Hedwig je planetka hlavního pásu, kterou objevil v roce 1901 Luigi Carnera

## Roky
- 476
- 476 př. n. l.